# Spoorlijn Mönchengladbach - Rheydt-Odenkirchen
De Spoorlijn Mönchengladbach - Rheydt-Odenkirchen (Duits: Bahnstrecke Mönchengladbach - Rheydt-Odenkirchen) is een spoorlijn van Mönchengladbach naar Rheydt in de Duitse deelstaat Noordrijn-Westfalen. De spoorlijn is als lijn 2521 onder beheer van DB Netze

## Geschiedenis
Op 1 februari 1870 werd de lijn geopend voor personenverkeer als onderdeel van de verbinding tussen Mönchengladbach en Eschweiler via Hochneukirch. In 1968 werd lijn lijn geëlektrificeerd. In 1985 werd het personenverkeer opgeheven en de bovenleiding verwijderd.

## Huidige toestand
Het gedeelte tussen Mönchengladbach en Rheydt-Geneicken is in gebruik voor goederenverkeer. Het gedeelte tussen Rheydt-Geneicken en Rheydt-Odenkirchen is opgebroken, op de bedding is een fietspad aangelegd.

## Aansluitingen
In de volgende plaatsen is of was er een aansluiting op de volgende spoorlijnen:
Mönchengladbach Hauptbahnhof
DB 2520, spoorlijn tussen Essen-Kray Nord en Gelsenkirchen
DB 2550, spoorlijn tussen Aken en Kassel
Rheydt-Odenkirchen
DB 2611, spoorlijn tussen Keulen en Rheydt

## Elektrificatie
Het traject werd in 1968 geëlektrificeerd met een wisselspanning van 15.000 volt 16⅔ Hz.